# Distretto di Dobong
Dobong (Hangŭl: 도봉구; Hanja: 道峰區) è un distretto di Seul. Ha una superficie di 20,8 km² e una popolazione di 348.625 abitanti al 2010.